# Felix Montebovi
Felix Montebovi, född den 28 november 2005, är en svensk handbollsspelare (vänstersexa) som representerar HK Malmö och det svenska landslaget där han debuterade i mars 2025.